# Walter Mondl
Walter Mondl (* 4. Mai 1923 in Grusbach; † 2. Jänner 2004 in Mistelbach) war ein österreichischer Politiker (SPÖ) und Österreichischer Bundesbahn-Beamter. Mondl war von 1959 bis 1966 Abgeordneter zum Landtag von Niederösterreich und von 1966 bis 1982 Abgeordneter zum Nationalrat.
Mondl besuchte nach der Pflichtschule die technische Mittelschule und war danach Fachbeamter der ÖBB. Er wirkte zwischen 1956 und 1966 als Gemeinderat in Mistelbach und war von 1958 bis 1967 geschäftsführender Bezirksparteiobmann der SPÖ. 1967 wurde Mondl zum Stadtrat gewählt, zwischen 1970 und 1971 war er Gemeinderat in Laa an der Thaya. Mondl übernahm 1967 das Amt des SPÖ-Bezirksparteivorsitzenden und vertrat die SPÖ vom 4. Juni 1959 bis zum 29. März 1966 im Niederösterreichischen Landtag. Danach war er vom 30. März 1966 bis zum 8. Dezember 1982 Abgeordneter zum Nationalrat. 